# Hainsberg Papier
Die Hainsberg Papier GmbH (umgangssprachlich Papierfabrik Hainsberg) ist ein in der Papierherstellung tätiges Unternehmen mit Sitz im Freitaler Stadtteil Hainsberg. Es hat sich auf die Papierproduktion aus Altpapier spezialisiert. Hainsberg Papier stellt Druck-, Büro-, Verpackungs und Briefumschlagpapiere sowie farbige Papiere her. Mit der Markenfamilie „Lettura“ produziert Hainsberg Papier Naturrecyclingpapiere komplett aus Altpapier. Das Hainsberger Papier ist zudem als Rolle sowie im Großformat von 50 bis 110 g/m² erhältlich. Im Jahr 2013 arbeiteten etwa 120 Menschen in der Fabrik. Im Geschäftsjahr 2006 lag der Umsatz bei etwa 27 Mio. Euro. Pro Jahr werden etwa 45.000 Tonnen Recyclingpapier produziert (Stand 2009).

## Geschichte

Genußschein der Thode’schen Papierfabrik AG vom 19. November 1923

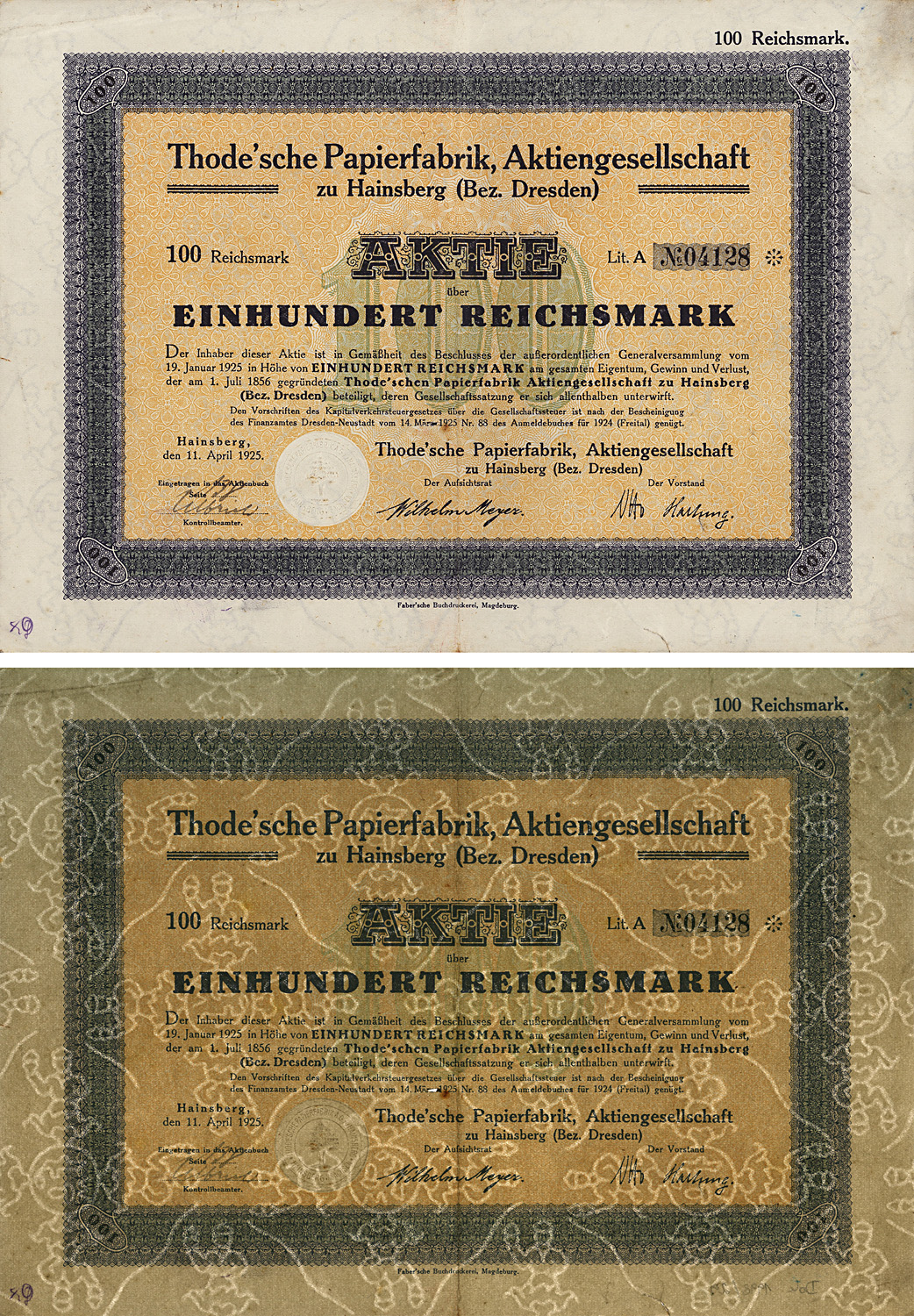
Aktie Thode’sche Papierfabrik, Aktiengesellschaft zu Hainsberg (Bez. Dresden) 1925, Auflicht/Durchlicht

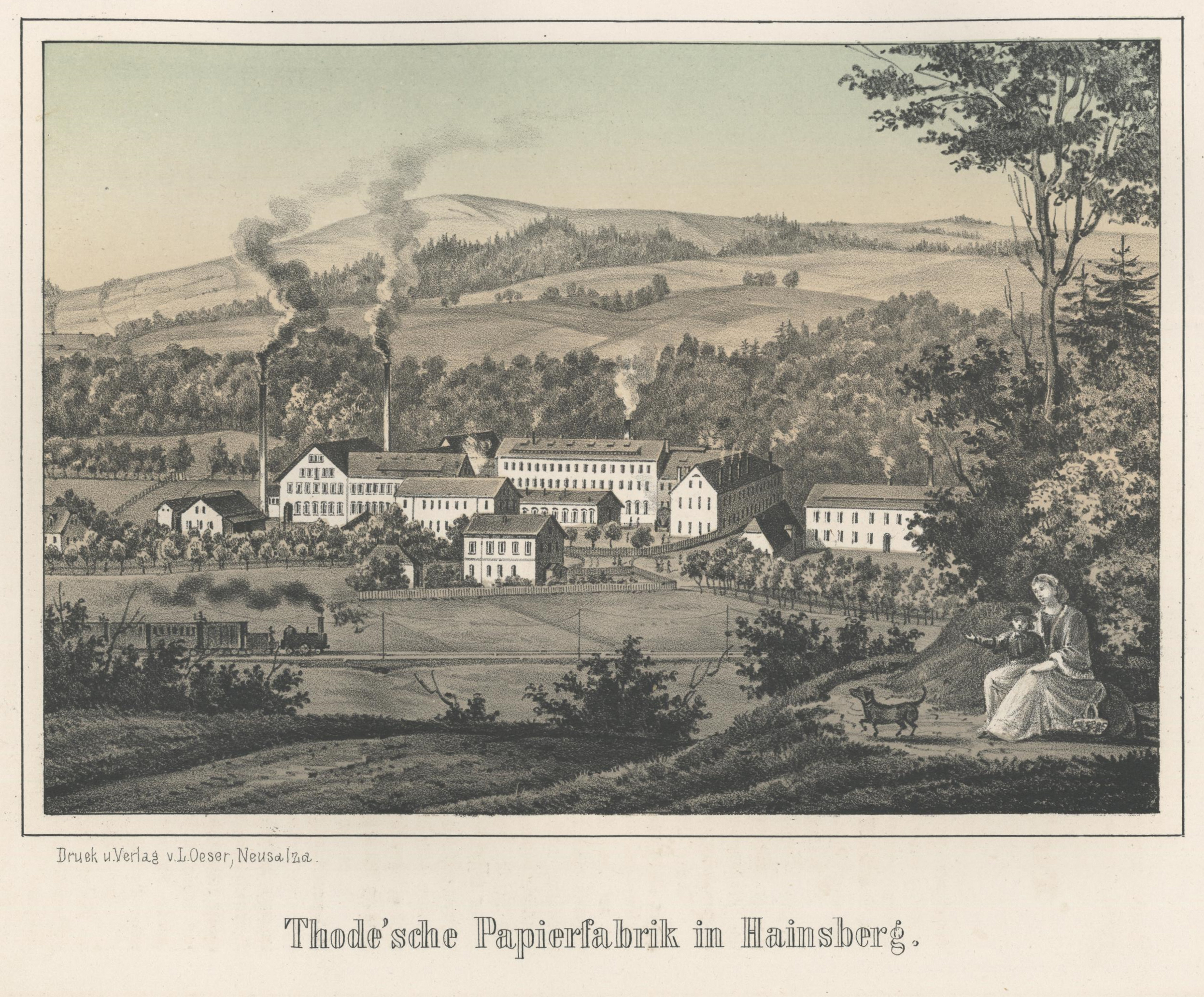
Album der Sächsischen Industrie 1858

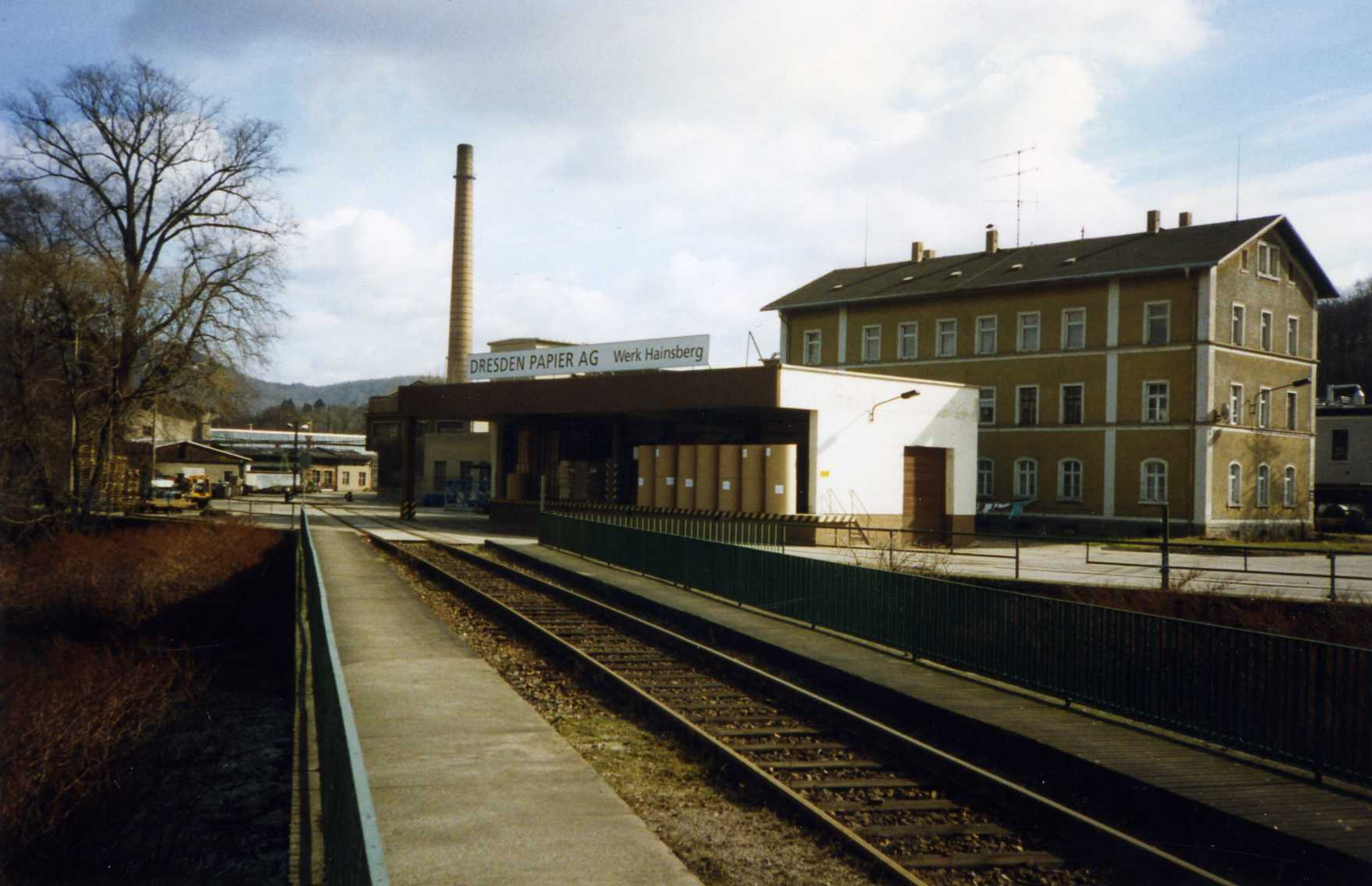
Werksansicht 1994

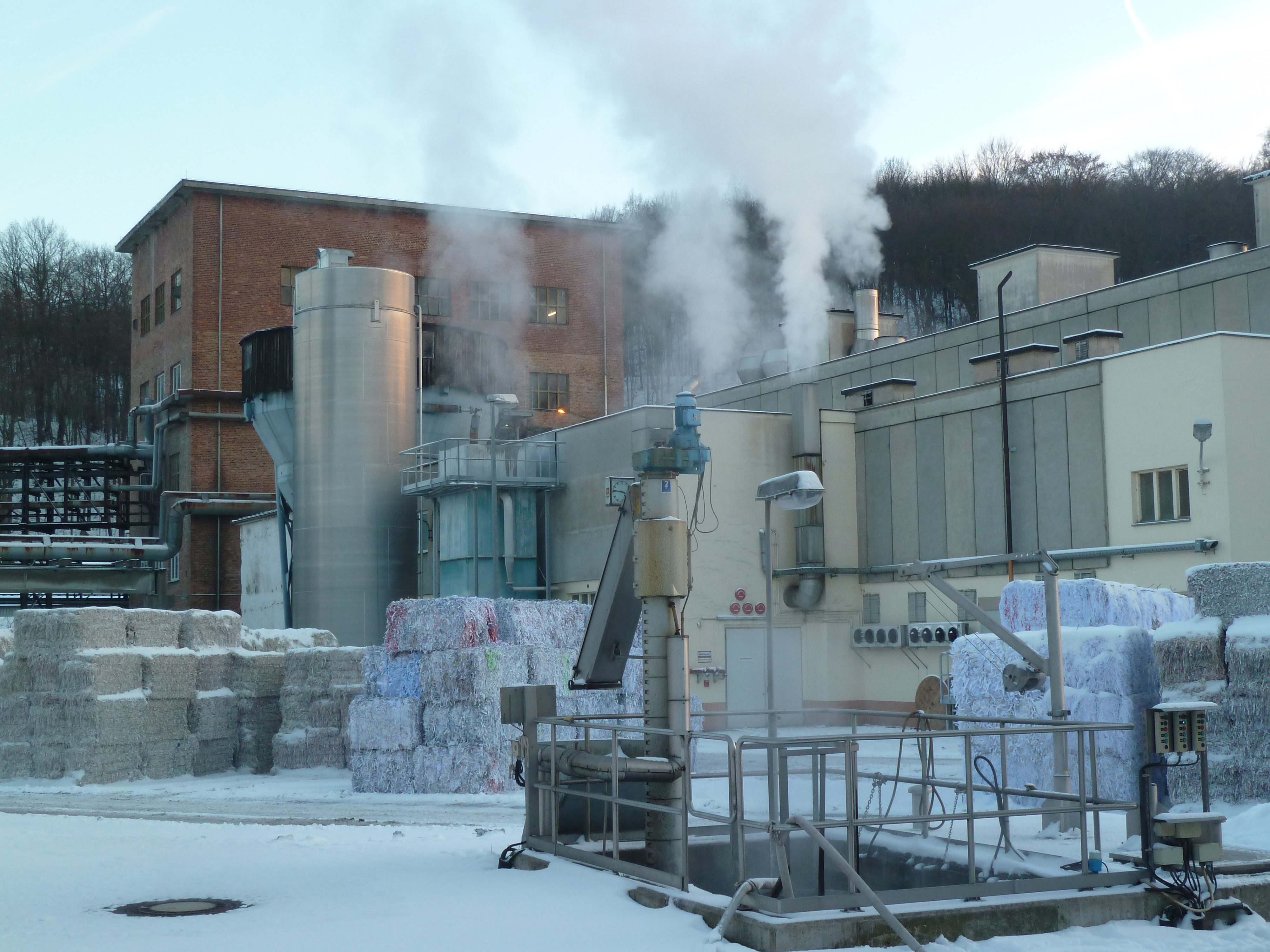
Werksansicht Winter 2012

Das Unternehmen wurde am 6. Februar 1838 von dem Dresdner Kaufmann Gerhardt Friedrich Thode und dem Chemnitzer Apotheker Wilhelm Eduard Michael als Thode & Michael Papierfabrik gegründet. Die Produktion von Papier begann im Jahr 1842 mit einer Papiermaschine, mit der 77.000 Kilogramm Papier hergestellt wurden. Der Betrieb hatte 80 Angestellte. Nur zwei Jahre später gibt Thode die Unternehmensleitung an seine beiden Söhne Friedrich Edmund, der „sich während eines mehrjährigen Aufenthalts in England die gründlichste technische Ausbildung in der Papierfabrikation in ihrem ganzen Umfange verschafft“ hatte, und Robert Wilhelm ab, die 1851 eine zweite Papiermaschine in Betrieb nehmen können. Im Jahr 1856 wird der Betrieb an die Allgemeine Deutsche Creditanstalt Leipzig verkauft, die das nun Thode’sche Papierfabrik zu Hainsberg genannte Unternehmen in eine Aktiengesellschaft umwandelt.
Im Jahr 1858 waren etwa 550 Arbeiter in der Papierfabrik tätig. Die Errichtung von zwei neuen Papiermaschinen erfolgte 1859 und 1863. Innerhalb von 10 Jahren kam es zu einer kräftigen Mengen- und Wertsteigerung der Papierproduktion. Hatte diese 1856 bei 1 273 000 Pfund und 161 637 Talern gelegen, stieg sie bis 1865 auf 5 226 889 Pfund bzw. 660 786 Taler. Die Holzschleiferei Rabenauer Mühle an der Roten Weißeritz wurde im Jahr 1868 an den Betrieb gegliedert und erhielt 1882 mit der Weißeritztalbahn einen Bahnanschluss nach Hainsberg. Die Papierfabrik verfügte damit über eine eigene Rohstoffherstellung.
Emil Nacke als beurlaubter Student des Polytechnikums Dresden errichtete 1869 eine Anlage zur Aufbereitung von Strohstoff. Der Aufschluss des Strohs erfolgte mit Natriumbicarbonat in rotierenden Kugelkochern, in die Dampf eingeleitet wurde. Nachdem 1874 eine fünfte Papiermaschine in Betrieb genommen worden war, kam es im Jahr 1890 zum Ersatz einer der älteren Maschinen durch eine neue Anlage für Rotationsdruckpapiere. Diese wurde jedoch schon 1901 zusammen mit der Strohstofffabrik wieder stillgelegt.
Anfang des 20. Jahrhunderts folgten Erweiterungen und technische Verbesserungen in der Papierfabrik. 1935 verfügte die Fabrik über 5 Langsiebpapiermaschinen, deren Arbeitsbreite mit 156, 180, 195, 210 und 260 cm angegeben wurde, und über 5 Großkraftschleifer. In den 1930er Jahren wurden die Papier- und Kartonfabrik Köttewitz (1936) und die Papierfabrik Gröba (1937) an die Hainsberger Papierfabrik angeschlossen. Nach dem Zweiten Weltkrieg stellte die Fabrik zunächst die Produktion ein, nahm diese aber am 15. Mai 1945 wieder auf. Am 9. Juni kam das Unternehmen unter die Sowjetische Militäradministration, blieb aber zunächst als Aktiengesellschaft bestehen. Deren Auflösung fand schließlich am 30. Juni 1952 statt. Die Papierfabrik wurde zum 1. Oktober 1952 von der Zentrag (Zentrale Druckerei-, Einkaufs- und Revisionsgesellschaft) übernommen.
Ab etwa 1960 wurde wieder in die Papierfabrik Hainsberg investiert, so errichtete man bis 1964 ein neues Kraftwerk. Im Jahr 1973 kam es erstmals zur Verwendung von Altpapier als Ausgangsstoff für die Papierherstellung. Die Papierfabrik wurde im Jahr 1974 an das Kombinat Zellstoff und Papier Heidenau angegliedert. Zwei Jahre später vereinigen sich die Papierfabriken Technitz und Nossen mit dem Hainsberger Betrieb. Die Papiermaschinen 1 und 3 wurden 1985 durch eine neue ersetzt.
Nach Wende und Wiedervereinigung erfolgt am 1. Juli 1990 die Gründung der Dresden Papier AG, an die die neue Papierfabrik Hainsberg GmbH angegliedert wird. Ab 1991 spezialisierte sich das Unternehmen auf die Herstellung von grafischen Recyclingpapieren, als Teil dieser Neuausrichtung kam es 1994 zur Fertigstellung einer Altpapieraufbereitungsanlage auf dem Unternehmensgelände. Im Jahr 2000 verkaufte die Dresden Papier AG das Werk an die Golzern Holding GmbH. Sie investiert 2001 etwa 7 Millionen Euro in die Modernisierung und Erweiterung der Fabrik. Das Jahrhunderthochwasser 2002 führt an dem direkt an der Weißeritz gelegenen Firmengelände zur Einstellung der Produktion. Sie wurde ab dem 9. Oktober 2002 teilweise wieder in Betrieb genommen. Die Hoya Papier GmbH übernahm die Hainsberger Papierfabrik im Jahr 2010.